# Дейв Райдінґ
Девід Райдінґ (5 грудня 1986 , Brethertond, Північно-Західна Англія ) — англійський гірськолижник, що спеціалізується на слаломі. Учасник трьох зимових Олімпійських ігор, семи чемпіонатів світу, переможець Кубка Європи. 

## Результати в Кубку світу
Усі результати наведено за даними Міжнародної федерації лижного спорту.

### Підсумкові місця в Кубку світу за роками
| Сезон | Вік | Загальний залік | Слалом | Гігантський слалом | Супергігант | Швидкісний спуск | Гірськолижна комбінація |
| ----- | --- | --------------- | ------ | ------------------ | ----------- | ---------------- | ----------------------- |
| 2013  | 26  | 136             | 51     | —                  | —           | —                | —                       |
| 2014  | 27  |                 |        |                    |             |                  |                         |
| 2015  | 28  | 99              | 30     | —                  | —           | —                | —                       |
| 2016  | 29  | 70              | 22     | —                  | —           | —                | —                       |
| 2017  | 30  | 23              | 8      | —                  | —           | —                | —                       |
| 2018  | 31  | 34              | 11     | —                  | —           | —                | —                       |
| 2019  | 32  | 24              | 9      | —                  | —           | —                | —                       |
| 2020  | 33  | 57              | 13     | —                  | —           | —                | —                       |
| 2021  | 34  | 37              | 12     | —                  | —           | —                | —                       |
| 2022  | 35  | 64              | 11     | —                  | —           | —                | —                       |

Станом на 22 грудня 2021

### П'єдестали в окремих заїздах
- 3 п'єдестали – (2 СЛ, 1 ПС)
- 22 топ-десять

| Сезон | Дата          | Місце проведення       | Дисципліна         | Місце |
| ----- | ------------- | ---------------------- | ------------------ | ----- |
| 2017  | 22 січня 2017 | Кіцбюель (Австрія)     | Слалом             | 2-ге  |
| 2019  | 1 січня 2019  | Осло (Норвегія)        | Паралельний слалом | 2-ге  |
| 2021  | 10 січня 2021 | Адельбоден (Швейцарія) | Слалом             | 3-тє  |

## Результати на чемпіонатах світу
Усі результати наведено за даними Міжнародної федерації лижного спорту.
| Рік  | Вік | Слалом | Гігантський слалом | Супергігант | Швидкісний спуск | Гірськолижна комбінація |
| ---- | --- | ------ | ------------------ | ----------- | ---------------- | ----------------------- |
| 2009 | 22  | НФ1    | 41                 | —           | —                | —                       |
| 2011 | 24  | НФ1    | 39                 | —           | —                | —                       |
| 2013 | 26  | НФ2    | —                  | —           | —                | —                       |
| 2015 | 28  | НФ1    | —                  | —           | —                | —                       |
| 2017 | 30  | 11     | —                  | —           | —                | —                       |
| 2019 | 32  | 9      | —                  | —           | —                | —                       |
| 2021 | 34  | НФ1    | —                  | —           | —                | —                       |

## Результати на Олімпійських іграх
Усі результати наведено за даними Міжнародної федерації лижного спорту.
| Рік  | Вік | Слалом | Гігантський слалом | Супергігант | Швидкісний спуск | Гірськолижна комбінація |
| ---- | --- | ------ | ------------------ | ----------- | ---------------- | ----------------------- |
| 2010 | 23  | 27     | 47                 | —           | —                | —                       |
| 2014 | 27  | 17     | —                  | —           | —                | —                       |
| 2018 | 31  | 9      | —                  | —           | —                | —                       |